# Tito Vinício Juliano
Tito Vinício Juliano (em latim: Titus Vinicius Iulianus) foi um senador romano nomeado cônsul sufecto para o nundínio de novembro a dezembro de 80 entre Marco Tício Frúgio. Provavelmente originário da Gália Narbonense.